# 세바이

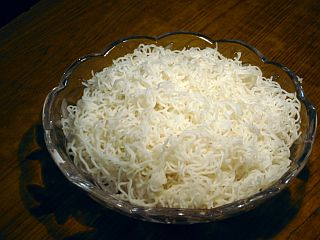
세바이

세바이(힌디어: सेवई, 텔루구어: సేవై, 타밀어: சேவை 체바이, 칸나다어: ಶ್ಯಾವಿಗೆ 샤비게)는 쌀 버미셀리와 비슷한 남인도의 쌀국수로, 특히 타밀나두주와 카르나타카주에서 즐겨 쓰는 식재료이다. 보통은 쌀로 만들지만, 간혹 밀이나 손가락조 등 다른 곡물로 만드는 경우도 있다. 틀에 넣고 밀어 낸 압면의 일종이다.

## 같이 보기
- 인도 요리
- 국수
- 쌀 버미셀리
- 덤플링